# Víz alatti becsapódási kráter

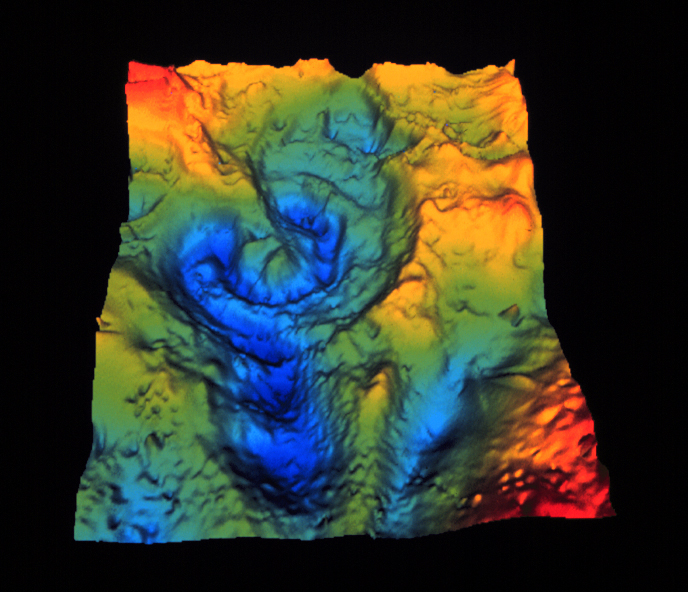
A Chicxulub-kráter gravitációs anomália-térképe.

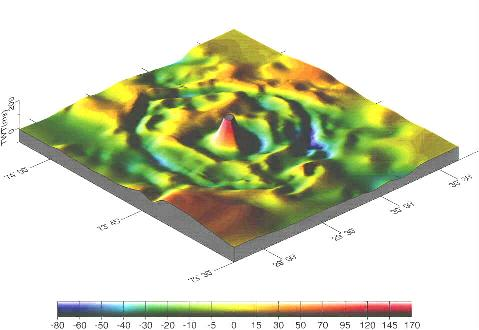
A Mjølnir kráter Norvégia partjainál, a Barents-tenger fenekén

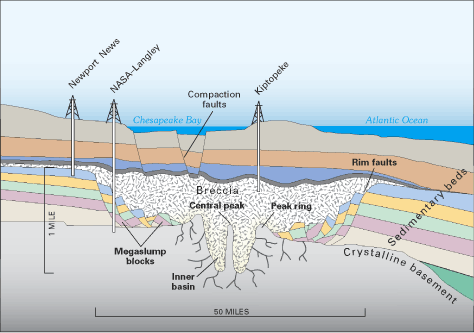
A Chesapeake Bay kráter szelvénye

A vízalatti becsapódási kráter olyan becsapódási kráter, amelynek helyét a becsapódás pillanatában víz borította. A vízbe történő becsapódáskor a víz megakadályozhatja a becsapódó testet a tengerfenék elérésében, és a kráterbelső, a sánc és a törmeléktakaró kialakulására is hatással lehet.

## Mélytengeri becsapódások
Körülbelül 1–2 km átmérőjű kőmeteorit esetén csak a víz „nyílik szét” kráterré, az aljzaton nem keletkezik kráter (a vízbe hatolási mélység 4–8 km). Kráter csak ennél nagyobb test vagy sekélyebb tenger esetén keletkezik. Azonban sem a légkör, sem az óceán nem képes arra, hogy egy 10 kilométeres nagyságrendű test földkéregbe csapódását megakadályozza.
Ha a becsapódó égitest víztestbe csapódik, a becsapódás nagyságától függő mennyiségű víz elpárolog, és a légkörbe jut (szárazföldi becsapódás esetén is nagy mennyiségű víz (gőz) jut a légkörbe). Utóbbi egy része helyben esők formájában ki is csapódik. A légkörben a vízgőz erős üvegházhatást is okoz, akárcsak az a CO2, amely a szárazföldi tüzek illetve a savas esők által oldott mészkövek nyomán kerül a légkörbe.
A számítások szerint egy 440 km átmérőjű test becsapódása képes egy egész óceánt elpárologtatni, ez esetben a benne lévő életet is kipusztítani. Ilyen esemény akár többször is megtörténhetett a Föld korai, 3,8–4,2 milliárd évvel ezelőtti időszakában, amikor azonban vékonyabb hidroszférája és másmilyen légköre volt.
A légkör hőmérséklete a becsapódás felett elérheti az 1000 °C-ot. A gőz-légkör több ezer év alatt hűl le. A víz rossz hővezetése miatt azonban csak az óceán teteje forrna föl, a mélye hűvös maradhatna, leszámítva, hogy közben a levegőből aláhull az elpárolgott majd megszilárdult, még forró kőzetanyag is. Ilyen hullás mellett is fennmaradhatna a mélyben az élet. Az óceán vízében (1 g/cm3) egy adott átmérőjű test (sűrűsége függvényében) körülbelül 15 átmérőnyi mélységbe hatol. A behatolás mélysége (penetration depth) közel független a becsapódás sebességétől.
Elképzelhető, hogy a kráter középpontjában vízből keletkezik rövid időre egy óriási központi csúcs, mely akár több kilométer magasra is szökhet, majd összeomlik.

## Sekélytengeri becsapódás
Sekélytengerbe (vízbe) hullt kisebb becsapódás esetén igen jellemző vonás, hogy a keletkező kráternek nincs sánca vagy az nagyon alacsony. A kiemelt sánc hiányát azzal magyarázhatjuk, hogy a környező víz beáramlik a kivájt mélyedésbe, amint a kráterben lévő víz a hő hatására elpárolog. Ezalatt a sáncon keresztülfolyó zagyárak lemoshatják a sáncot.  A törmeléktakaró amúgy is minimális lehet, mert a víz ellenálló ereje megakadályozza a kidobott törmelék távolra jutását.
Ha a becsapódás a selfterület peremén történt, a lökéshullám vagy a keletkező földrengések hatására a selfperem beomolhat, mint azt kimutatták a Montagnais és Chicxulub-krátereknél. A keletkező anyagmozgások (vízalatti lavinák) csatornákat moshatnak ki, amelyekben több száz kilométerre is eljuthat az anyag. A felszínen cunamik (impact-derived tsunami) indulnak, a lezúduló tömegmozgásos óriási zagyárak megaturbiditet hoznak létre, mely törmelékes breccsát tartalmaz.
A becsapódás létrehozta cunamikra vonatkozó számításokhoz jó tapasztalati alapot adott a Bikini-atollon végrehajtott Crossroads Baker kísérleti atomrobbantás. Ennek alapján 1 km átmérőjű becsapódó test a becsapódástól akár 20 km-re is 1 km magas amplitúdójú hullámokat hozhat létre. Ezek mélyen a szárazföldre hatolva képesek olyan üledékrétegeket szétteríteni, melyekben a szárazföldi és vízi élőlények maradványai keverednek.
A vízbe történő becsapódás indikátora a megacunami. Egy kisebb becsapódás is óriási szökőárat hozhat létre: először itt is üreg keletkezik, s közben szétlökődik a víz, a vízcseppek fotóiból ismert „korona” alakjában. Egy, a Chicxulubhoz hasonló becsapódás keltette cunami hulláma a Föld túloldalát 27 óra alatt érné el, és még ekkor is nagyságrendileg 100 m magas hullámokat vetne.) A partokon hosszú sávban található ilyenkor tengeri üledékterítés nyoma. Ilyenkor talán a barlangok, a tavak mélye és a szárazföldek belseje adják a legjobb menedéket. A talajra hullott por miatt a növényzet elpusztulhat, így a humuszképződés is megszűnhet.

## Ismert vízalatti becsapódási kráterek
A ma ismert, 172 bizonyítottan becsapódási szerkezetből  hetet mai sekélytengeri környezetben találtak, körülbelül 60 darab a mai (szárazföldi) felszín alatt található és valamennyi kontinentális kérgen helyezkedik el
Valószínűleg sekélytengerben jöttek létre a következő kráterek: Montagnais (Skót-self, 45 km), Mjølnir (Barents-tenger, 40 km), Chesapeake Bay (Chesapeake-öböl, 90 km). A napjainkban tenger és 1 km vastagságú mészkő üledékréteg alatt elhelyezkedő Chicxulub-kráter a modellszámítások szerint eredetileg körülbelül 50 méter mélységű sekélytengerben jött létre.
Jelenleg óceáni kérgen létrejött kráter nem ismert a Földön, ami egyrészt a Föld felszínének eme 2/3-áról alkotott igen hiányos ismereteinkkel magyarázható, másrészt az óceáni kéreg fiatal korával (körülbelül maximum 150 millió év). Az ennél idősebb kérgen keletkezett kráterek már szubdukálódtak. Egy olyan becsapódás ismert közvetve, mely óceáni kéreg fölött történt. Az Eltanin-becsapódás üledéknyomaira az Eltanin nevű hajó bukkant az 1960-as években. Később a tengerfenéken található magas irídiumtartalmú rétegek megerősítették a becsapódás létét. A 2,2 millió évvel ezelőtti eseményt egy a becslések szerint körülbelül 0,5–2 km átmérőjű becsapódó test okozta. Elképzelhető, hogy a test nem érte el az óceánfenék 4–5 kilométeres mélységét mert még előtte szétrobbant – kráternek (eddig) nem találták nyomát, azaz a tunguszkai eseményhez hasonlóan nem hozott létre krátert (bár az nem biztos, hogy az utóbbinak nincs krátere).